# 藤の牛島駅
藤の牛島駅（ふじのうしじまえき）は、埼玉県春日部市牛島にある、東武鉄道野田線（東武アーバンパークライン）の駅である。駅番号はTD 11。

## 歴史
- 1930年（昭和5年）10月1日：総武鉄道野田線清水公園駅 ｰ 粕壁駅（現・春日部駅）開通[2]時に牛島信号所として開設[1]。
- 1931年（昭和6年）
  - 3月1日：牛島駅（うしじまえき）へ昇格[3][1]。
  - 3月5日：藤の牛島駅（ふじのうしじまえき）へ改称[1]。
- 1944年（昭和19年）3月1日：陸上交通事業調整法に基づき、東武鉄道が総武鉄道を吸収合併、同社野田線の駅となる。
- 2009年（平成21年）
  - 3月23日：発車メロディ導入。
  - 12月1日：駅業務を東武ステーションサービスへ委託。
- 2010年（平成22年）12月15日：エレベーター・多機能トイレ新設、使用開始。
- 2015年（平成27年）11月30日：ホーム内方ブロック新設工事完了。
- 2021年（令和3年）10月30日：改札内にセブン銀行のATM新設。

## 駅構造
相対式ホーム2面2線を有する地上駅である。駅舎は大宮方面ホーム側にあり、船橋方面ホームとは地下道で連絡している。2010年（平成22年）12月、エレベーター使用開始に伴い、エレベーター専用跨線橋が地下道より船橋側に設置され、地下道と跨線橋が併設される形となった。
自動精算機は設置されておらず、改札出口付近に紙幣専用簡易型チャージ専用機が設置されている。下車時の精算及びチャージは有人窓口で行う。
駅業務は東武ステーションサービスに委託している。
2009年（平成21年）3月23日より、発車メロディが導入された。南桜井駅 - 梅郷駅間各駅と同日に運用開始した。

### のりば
| 番線 | 路線                     | 方向 | 行先     |
| ---- | ------------------------ | ---- | -------- |
| 1    | 東武アーバンパークライン | 上り | 大宮方面 |
| 2    | 東武アーバンパークライン | 下り | 柏方面   |

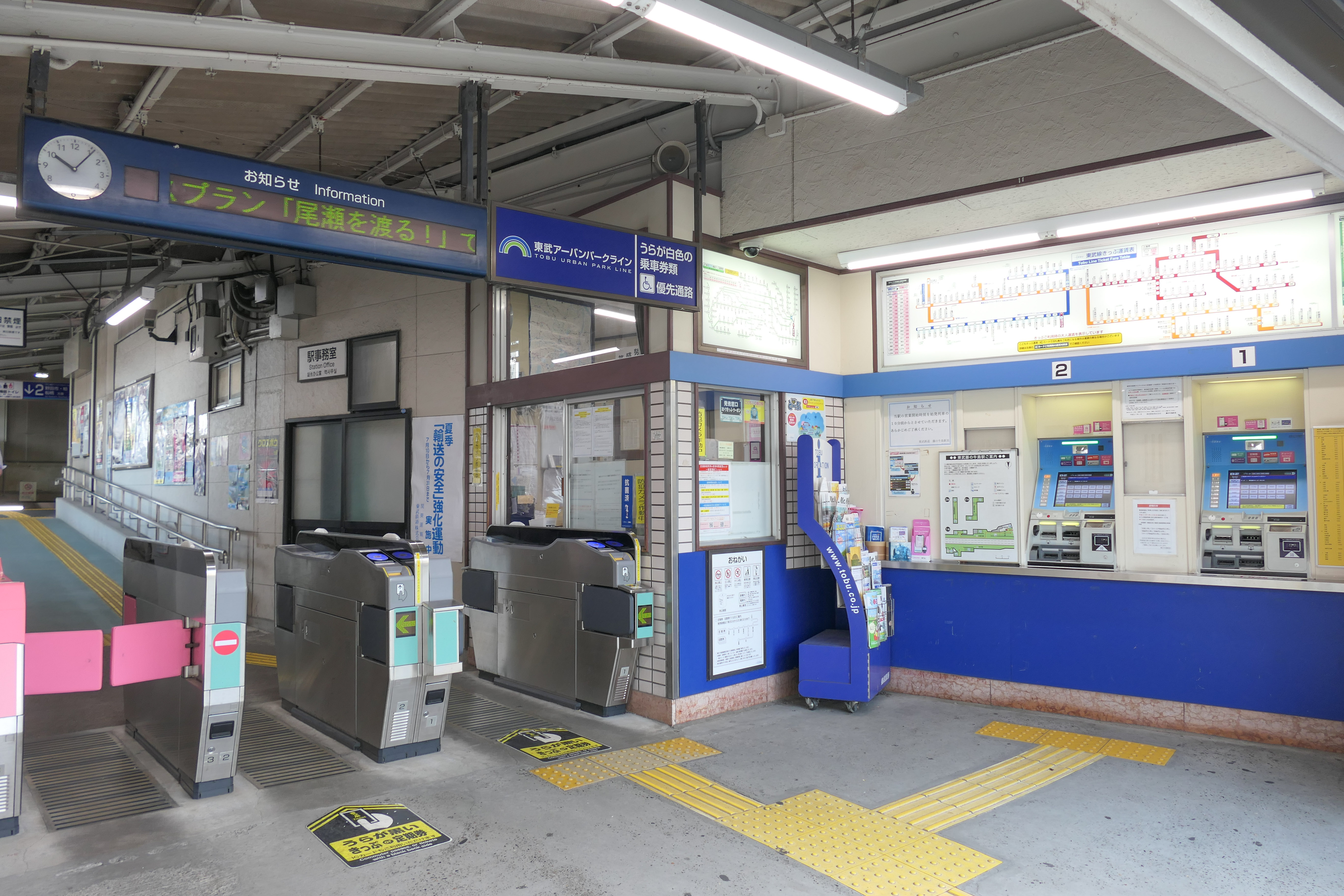
改札口・切符券売機（2021年7月）
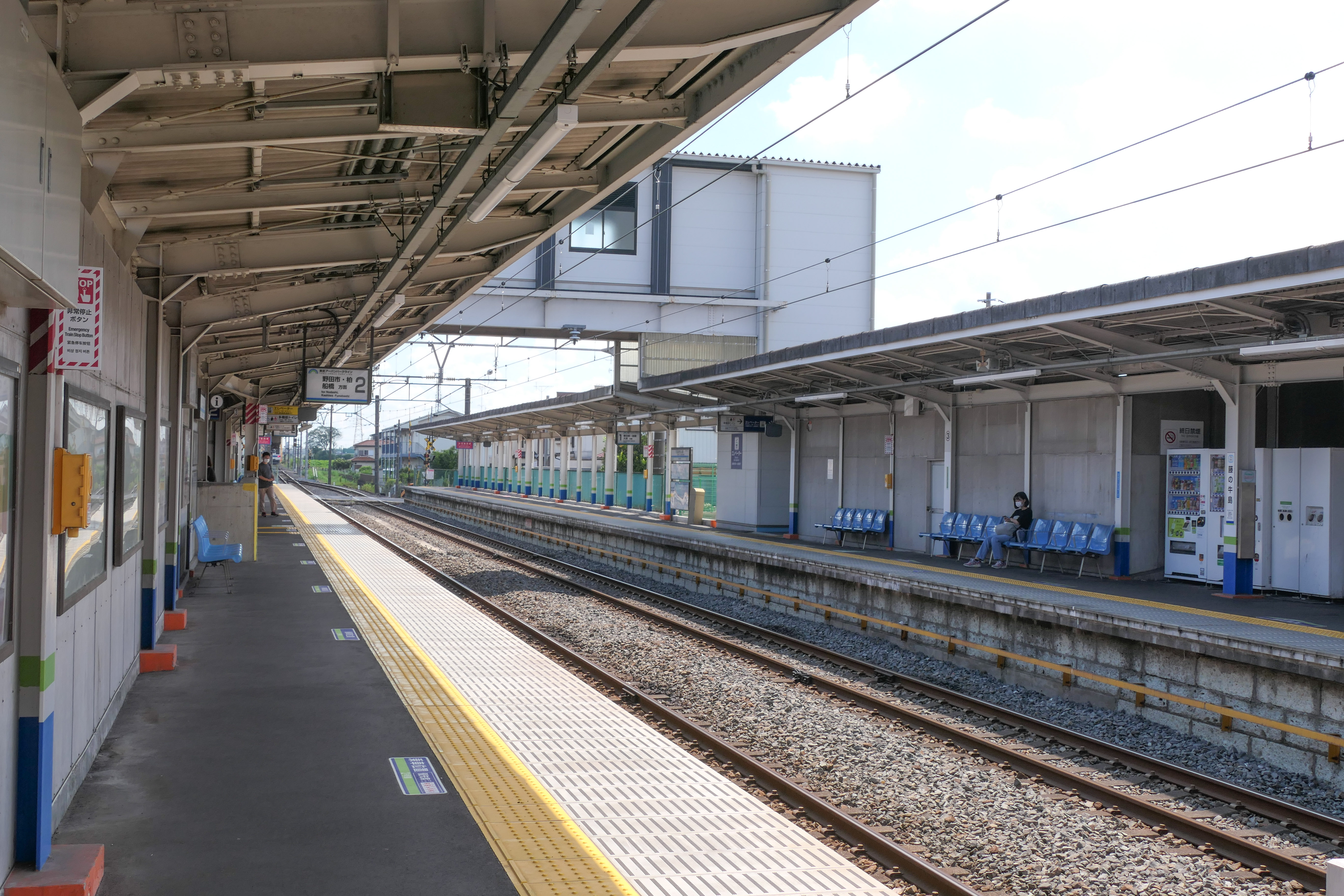
ホーム（2021年7月）

## 利用状況
2024年度の1日平均乗降人員は6,920人である。
近年の1日平均乗降人員の推移は以下の通り｡
| 年度               | 1日平均 乗降人員 | 出典       |
| ------------------ | ---------------- | ---------- |
| 1997年（平成09年） | 8,217            |            |
| 1998年（平成10年） | 7,993            |            |
| 1999年（平成11年） | 7,785            |            |
| 2000年（平成12年） | 7,662            |            |
| 2001年（平成13年） | 7,595            |            |
| 2002年（平成14年） | 7,438            |            |
| 2003年（平成15年） | 7,470            |            |
| 2004年（平成16年） | 7,405            |            |
| 2005年（平成17年） | 7,375            |            |
| 2006年（平成18年） | 7,376            |            |
| 2007年（平成19年） | 7,466            |            |
| 2008年（平成20年） | 7,396            |            |
| 2009年（平成21年） | 7,161            |            |
| 2010年（平成22年） | 7,020            |            |
| 2011年（平成23年） | 6,888            |            |
| 2012年（平成24年） | 7,216            |            |
| 2013年（平成25年） | 7,315            |            |
| 2014年（平成26年） | 7,178            |            |
| 2015年（平成27年） | 7,242            |            |
| 2016年（平成28年） | 7,176            |            |
| 2017年（平成29年） | 7,262            |            |
| 2018年（平成30年） | 7,217            |            |
| 2019年（令和元年） | 7,141            |            |
| 2020年（令和02年） | 5,643            | [ 東武 3 ] |
| 2021年（令和03年） | 6,159            | [ 東武 4 ] |
| 2022年（令和04年） | 6,577            | [ 東武 5 ] |
| 2023年（令和05年） | 6,789            | [ 東武 6 ] |
| 2024年（令和06年） | 6,920            | [ 東武 1 ] |

## 駅周辺

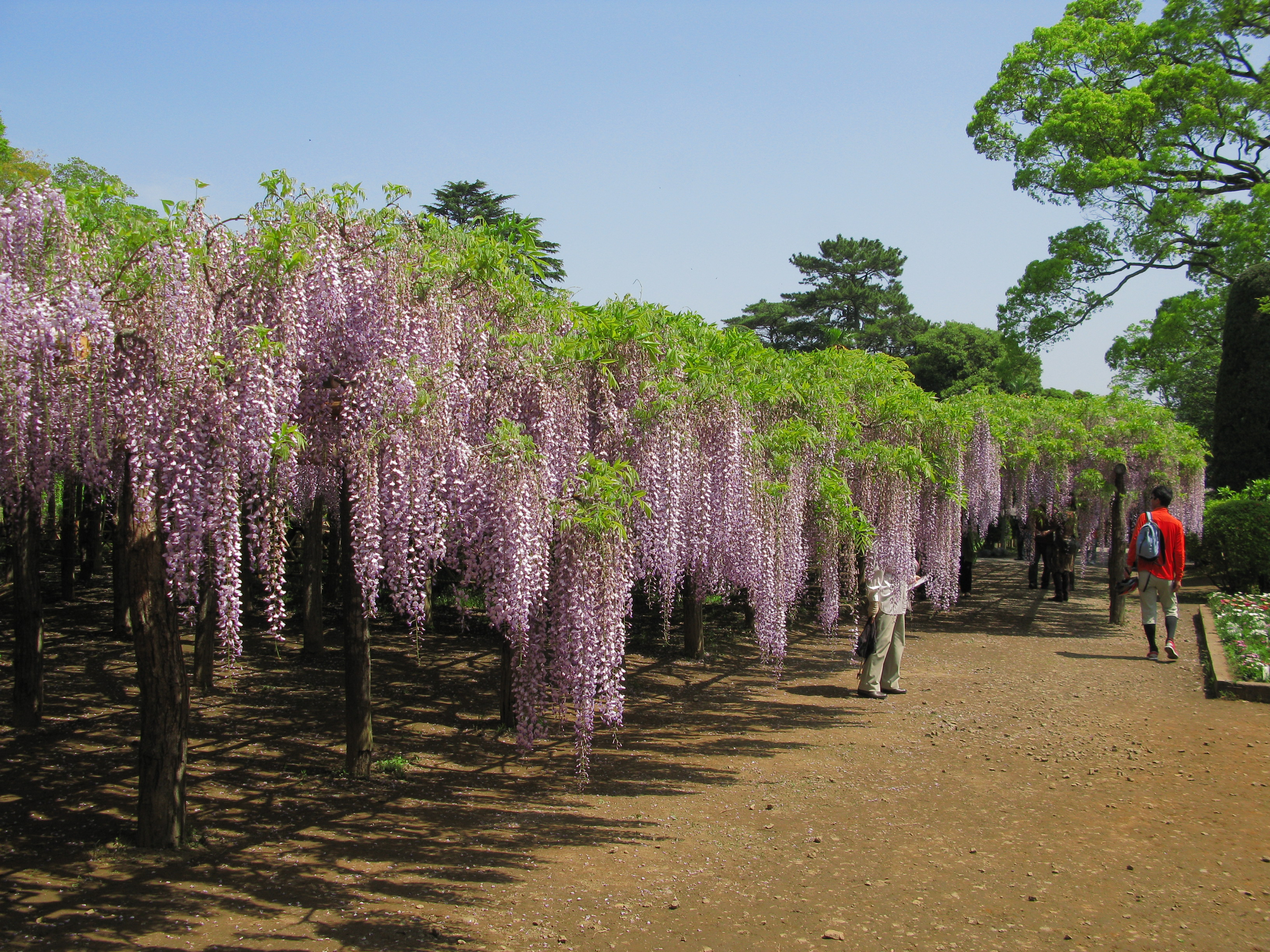
牛島のフジ

- 牛島のフジ：有限会社藤花園の私有地にある国の特別天然記念物。毎年4月下旬 - 5月上旬まで有料公開される。
- 春日部市立牛島小学校
- 春日部市立東中学校
- 埼玉県立春日部東高等学校
- 春日部市牛島公園
  - 春日部市牛島野球場
- 春日部市幸松地区公民館
- 春日部市春日部第1児童センター「エンゼル・ドーム」：クレヨンしんちゃんのキャラクターのモニュメントが設置されている。
- 春日部消防署幸松分署
- 春日部牛島郵便局
- 春日部警察署牛島交番
- 埼玉県道10号春日部松伏線
- カスミ 春日部藤塚店
- ベルク 春日部緑町店

## 路線バス
2015年（平成27年）現在、当駅を発着する路線バスは無い。かつては春バス庄和総合支所往復（南部）コースがあったが、2012年（平成24年）3月30日限りで廃止された。

## 駅名の由来
開業当時の名称は所在地の「牛島」であった。付近に特別天然記念物である「牛島の藤」にちなむ現駅名に改称されたことから、当駅名は観光最寄駅の意味合いを強調したものとされる。

## 隣の駅
東武鉄道
 東武アーバンパークライン
■急行・■区間急行・■普通
春日部駅 (TD 10) - 藤の牛島駅 (TD 11) - 南桜井駅 (TD 12)

### 利用状況
東武鉄道の1日平均利用客数
1. 1 2 3  『駅別乗降人員 2024年度』（PDF）（レポート）東武鉄道、10頁。オリジナルの2025年5月19日時点におけるアーカイブ。2025年5月29日閲覧。
2. ↑  “駅情報（乗降人員）”.   東武鉄道. 2024年8月24日閲覧。
3. ↑  「駅一覧」『東武会社要覧2021』（pdf）（レポート）東武鉄道、69頁。オリジナルの2022年4月19日時点におけるアーカイブ。2024年8月3日閲覧。
4. ↑  『駅別乗降人員 2021年度』（PDF）（レポート）東武鉄道、2024年、10頁。オリジナルの2024年5月18日時点におけるアーカイブ。
5. ↑  『駅別乗降人員 2022年度』（PDF）（レポート）東武鉄道、2024年、10頁。オリジナルの2024年5月18日時点におけるアーカイブ。
6. ↑  『駅別乗降人員 2023年度』（PDF）（レポート）東武鉄道、2024年、10頁。オリジナルの2024年5月18日時点におけるアーカイブ。